# 吉耶朗-格朗日
吉耶朗-格朗日（法語：Guilherand-Granges，法語發音：[ɡijʁɑ̃ ɡʁɑ̃ʒ]），法国东南部城市，奥弗涅-罗讷-阿尔卑斯大区阿尔代什省的一个市镇，隶属于罗讷河畔图尔农区，其市镇面积为6.55平方公里，2022年1月1日时人口数量为11,277人，是该省人口第三多的市镇，在法国城市中排名第913位。
吉耶朗-格朗日位于阿尔代什省东部，罗讷河右岸的一处平原之上，隔河与德龙省省会瓦朗斯相望，两地间有桥梁及公交线路连接。

## 地名来源
根据法国地名学家阿尔贝·多扎的论述，“Guilherand”一名可能来源于日耳曼人名“Williramn”，后者生平尚有待考证。“Granges”则为法语单词“grange”的复数形式，后者来源于拉丁语“granica”，意为“种子”，衍生含义为“粮仓”，可能与罗讷河畔历史上集中分布的粮仓有关。该名称自1991年起成为当地官方名称的一部分。
尽管其译名中含有连字号“-”，但该地并非由“吉耶朗”和“格朗日”两个同级别的行政区划单位合并而成。此外，因翻译标准不同，“Guilherand-Granges”在中文谷歌地图及部分汉语资料中被译为吉耶朗格朗热。

## 历史
吉耶朗-格朗日地区曾发现新石器时期的人类活动遗迹。中世纪时，吉耶朗长期为维瓦赖地区的一处普通村落，而位于罗讷河沿岸的格朗日则因港口贸易而得到一定发展，形成商业集市。13世纪时，当地建成了一处纪念梅里达的厄拉莉的教堂，其附近逐渐形成聚落。法国大革命后，吉耶朗成为阿尔代什省的一个市镇，彼时当地人口数量不足百人。1827年，横跨罗讷河的悬索桥建成通车，该桥是罗讷河阿尔代什段的首座桥梁，其建成使得吉耶朗成为该区域的一个重要商业口岸，位于吉耶朗附近的圣佩赖葡萄酒由此可销往多菲内地区。1835年，一场大火曾烧毁了桥梁的木质结构，其交通一度中断。20世纪初，该桥梁被拆毁，并被石质的弗雷德里克·米斯特拉尔桥代替。20世纪中后期，随着瓦朗斯的城市扩张，以及吉耶朗在阿尔代什省内独有的地理条件（该省平原多集中于罗讷河畔，吉耶朗是其河畔最开阔的区域之一），吉耶朗得到快速发展，当地兴建了多处居民区及商业区，人口数量快速增加。

## 地理

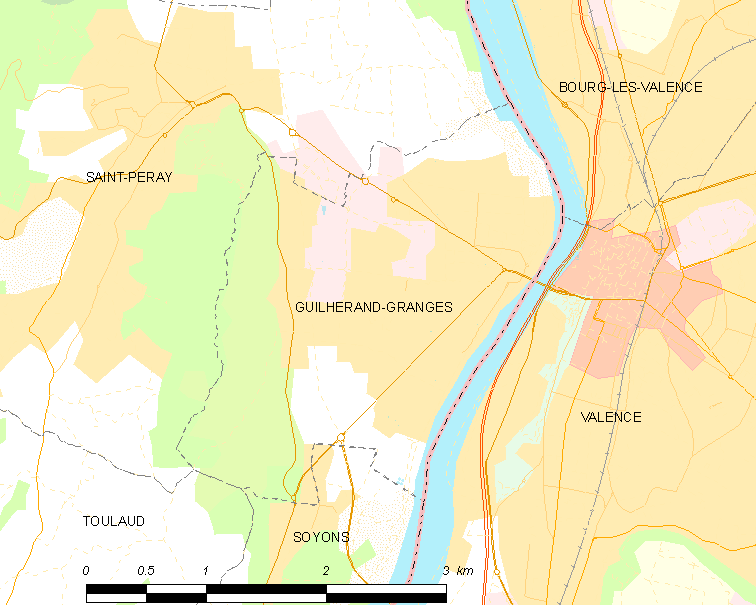
吉耶朗-格朗日市镇范围地图

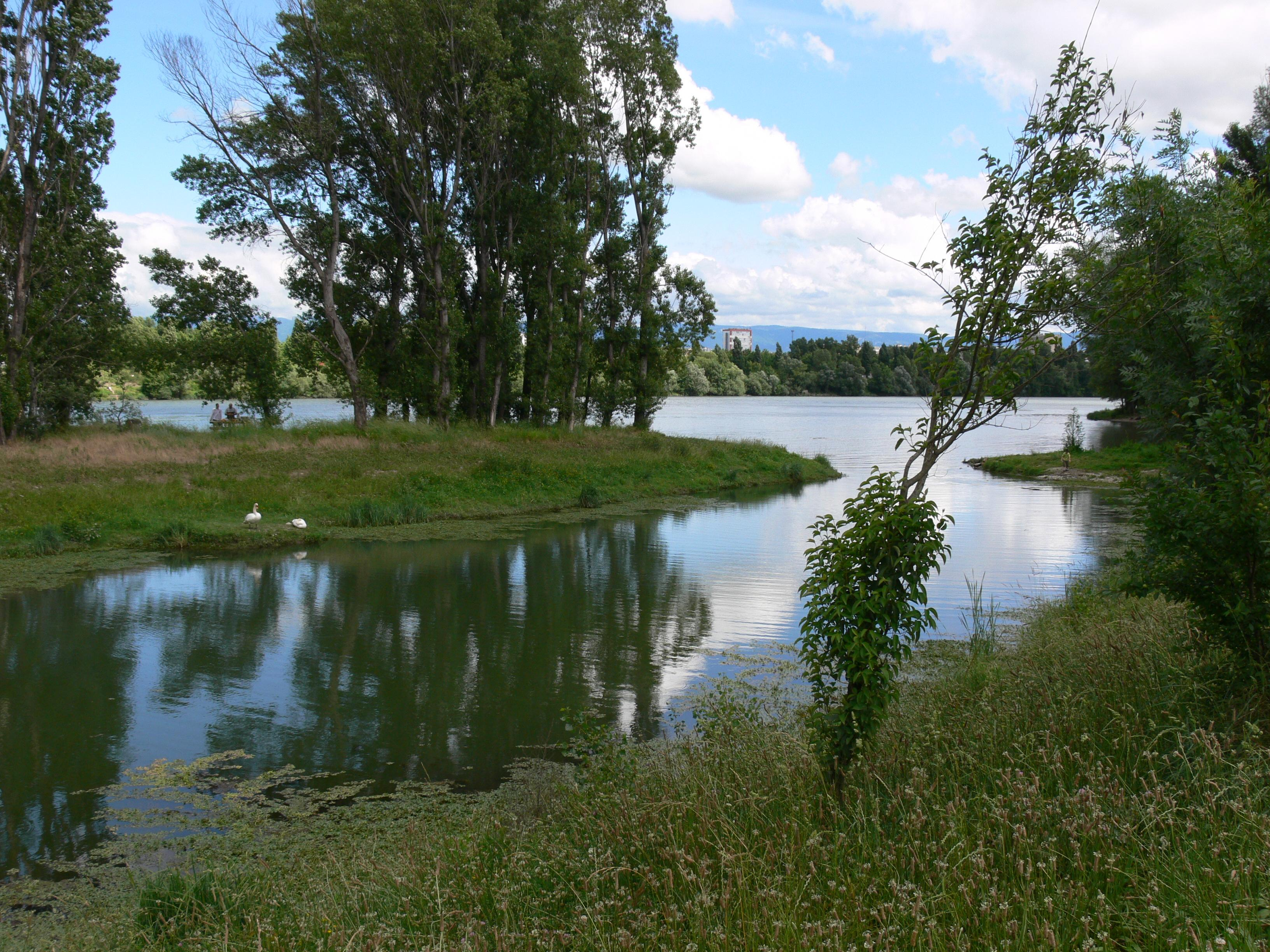
罗讷河畔的一处绿地

吉耶朗-格朗日位于法国东南部，奥弗涅-罗讷-阿尔卑斯大区南部和阿尔代什省东部，距离省会普里瓦大约37公里。与吉耶朗-格朗日接壤的市镇包括：圣佩赖、图洛、苏瓦永、瓦朗斯堡和瓦朗斯。

### 地形
吉耶朗-格朗日位于法国中央高原东部边缘，维瓦赖山东部的一处山前冲积带上（部分区域亦为河流沉积带），境内以平原和山地为主，市镇中心地势较为平坦，西侧为山地，全境海拔在106到407米之间。

### 水文
吉耶朗-格朗日位于罗讷河流域，罗讷河干流自北向南流经市镇范围东界，另有其右岸支流米亚朗河（Le Mialan）自西向东流经市镇范围北界。

### 植被
吉耶朗-格朗日属于温带阔叶混交林区，克莱蒙梭公园（Parc Clémenceau）是当地主要的城市绿地，林地则多分布于市镇范围西侧的山地地区。
在鲜花城市的评比中，吉耶朗-格朗日被评为3星级鲜花城市。

### 气候
吉耶朗-格朗日在柯本气候分类法中属于带有地中海气候特征的温带气候。
距离吉耶朗-格朗日最近的常年气象站位于圣洛朗迪帕普境内，以下为该气象站的数据（其中日照数据取自昂科讷）。
| 圣洛朗迪帕普 1919–2010年数据 | 圣洛朗迪帕普 1919–2010年数据 | 圣洛朗迪帕普 1919–2010年数据 | 圣洛朗迪帕普 1919–2010年数据 | 圣洛朗迪帕普 1919–2010年数据 | 圣洛朗迪帕普 1919–2010年数据 | 圣洛朗迪帕普 1919–2010年数据 | 圣洛朗迪帕普 1919–2010年数据 | 圣洛朗迪帕普 1919–2010年数据 | 圣洛朗迪帕普 1919–2010年数据 | 圣洛朗迪帕普 1919–2010年数据 | 圣洛朗迪帕普 1919–2010年数据 | 圣洛朗迪帕普 1919–2010年数据 | 圣洛朗迪帕普 1919–2010年数据 |
| 月份                         | 1月                          | 2月                          | 3月                          | 4月                          | 5月                          | 6月                          | 7月                          | 8月                          | 9月                          | 10月                         | 11月                         | 12月                         | 全年                         |
| ---------------------------- | ---------------------------- | ---------------------------- | ---------------------------- | ---------------------------- | ---------------------------- | ---------------------------- | ---------------------------- | ---------------------------- | ---------------------------- | ---------------------------- | ---------------------------- | ---------------------------- | ---------------------------- |
| 历史最高温 °C（°F）          | 21.4 (70.5)                  | 24 (75)                      | 26.5 (79.7)                  | 29.8 (85.6)                  | 34.6 (94.3)                  | 40 (104)                     | 43 (109)                     | 41 (106)                     | 37 (99)                      | 30 (86)                      | 24.2 (75.6)                  | 24.1 (75.4)                  | 43 (109)                     |
| 平均高温 °C（°F）            | 8.3 (46.9)                   | 10.2 (50.4)                  | 14.6 (58.3)                  | 17.8 (64.0)                  | 22.5 (72.5)                  | 26.4 (79.5)                  | 29.6 (85.3)                  | 28.9 (84.0)                  | 24.2 (75.6)                  | 19 (66)                      | 12.5 (54.5)                  | 8.7 (47.7)                   | 18.6 (65.5)                  |
| 日均气温 °C（°F）            | 4.5 (40.1)                   | 5.8 (42.4)                   | 9.3 (48.7)                   | 12.1 (53.8)                  | 16.4 (61.5)                  | 20.1 (68.2)                  | 22.9 (73.2)                  | 22.3 (72.1)                  | 18.3 (64.9)                  | 14.1 (57.4)                  | 8.6 (47.5)                   | 5.3 (41.5)                   | 13.3 (55.9)                  |
| 平均低温 °C（°F）            | 0.8 (33.4)                   | 1.4 (34.5)                   | 3.9 (39.0)                   | 6.5 (43.7)                   | 10.4 (50.7)                  | 13.9 (57.0)                  | 16.2 (61.2)                  | 15.7 (60.3)                  | 12.5 (54.5)                  | 9.3 (48.7)                   | 4.7 (40.5)                   | 1.9 (35.4)                   | 8.1 (46.6)                   |
| 历史最低温 °C（°F）          | −21 (−6)                     | −15 (5)                      | −10 (14)                     | −3 (27)                      | −0.5 (31.1)                  | 3.4 (38.1)                   | 7 (45)                       | 4 (39)                       | 0.5 (32.9)                   | −3 (27)                      | −8.5 (16.7)                  | −15.4 (4.3)                  | −21 (−6)                     |
| 平均降水量 mm（）            | 64.9 (2.56)                  | 51 (2.0)                     | 55.7 (2.19)                  | 91.1 (3.59)                  | 95.1 (3.74)                  | 59.6 (2.35)                  | 51.7 (2.04)                  | 76.1 (3.00)                  | 119.1 (4.69)                 | 145.3 (5.72)                 | 112.6 (4.43)                 | 78.7 (3.10)                  | 1,000.9 (39.41)              |
| 月均日照時數                 | 104.9                        | 134.5                        | 200                          | 214.6                        | 255.3                        | 295.5                        | 327.3                        | 293.6                        | 224.5                        | 152.3                        | 110.3                        | 92.1                         | 2,404.9                      |
| 来源：Infoclimat             |                              |                              |                              |                              |                              |                              |                              |                              |                              |                              |                              |                              |                              |

## 行政区划
吉耶朗-格朗日的市镇编号为07102，邮政编号为07500。
在行政管理方面，吉耶朗-格朗日隶属于法国奥弗涅-罗讷-阿尔卑斯大区阿尔代什省罗讷河畔图尔农区；在地方选举方面，吉耶朗-格朗日是吉耶朗-格朗日县的中央投票站所在地，其市镇范围全境被划入阿尔代什省第二选区；在社会管理方面，吉耶朗-格朗日是罗讷-克吕索勒市镇公共社区的办公驻地。
法国国家统计与经济研究所（简称）在进行数据统计时，将吉耶朗-格朗日及相邻的另外9个市镇设为瓦朗斯城市核心区，并将包括核心区在内的周边共41个市镇划为瓦朗斯城市区。自2020年起，瓦朗斯城市区被包含71个市镇的瓦朗斯城市辐射区代替。此外，还将吉耶朗-格朗日市镇分为了4个“块区”（IRIS），以便于统计人口分布情况。

## 交通

### 公路
多条阿尔代什省省道在吉耶朗-格朗日境内交汇。奥弗涅-罗讷-阿尔卑斯大区下属的城际客运提供巴士线路，可前往周边部分市镇。
| 14 | 7.5 |

| 15 | 5.6 |

| 普里瓦 | 38 |

| 勒普赞 | 24 |

| 瓦朗斯 | 3 |

| 圣佩赖 | 4 |

| 勒皮 | 108 |

| 罗讷河畔图尔农 | 19 |

2018年，84%的吉耶朗-格朗日家庭拥有至少一辆私人汽车。2019年，吉耶朗-格朗日境内共发生各类交通事故24起，造成1人遇难，27人受伤。

### 铁路
吉耶朗-格朗日位于日沃尔－格勒藏铁路上，该铁路自1973年起仅提供货运服务。距离吉耶朗-格朗日最近的运营中的客运铁路车站为瓦朗斯城站，该站位于瓦朗斯市区内，停靠前往巴黎的高速列车和前往里昂、马赛、格勒诺布尔、布里扬松等方向的区域列车。

### 航空
距离吉耶朗-格朗日最近的民用航空站为117公里外的里昂圣埃克絮佩里机场。

### 城市公共交通
吉耶朗-格朗日是瓦朗斯-罗芒城市公共交通（商业名称为）的服务范围，后者是瓦朗斯及周边地区的城市公共交通系统。截至2022年8月，该系统共包括数十条公交线路，其中公交4路、6路、14路、40路、46路和47路经过吉耶朗-格朗日市区。

## 政治

### 市政内阁

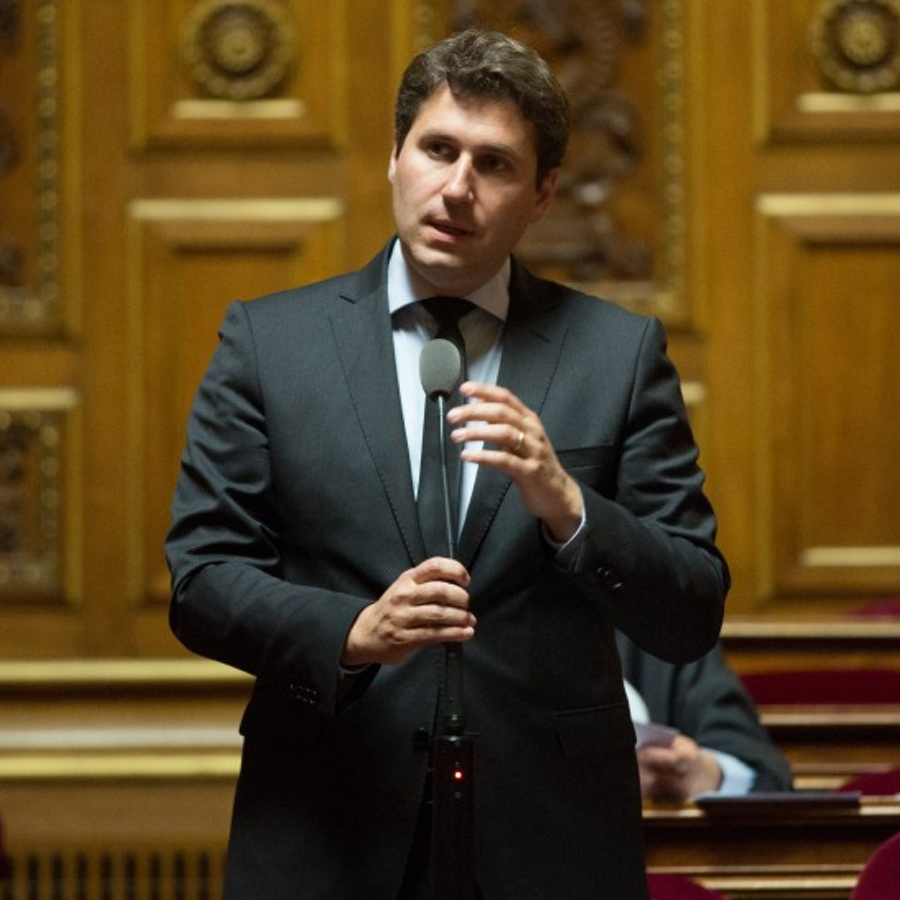
马蒂厄·达尔诺

吉耶朗-格朗日的现任市长为西尔薇·戈谢女士（Sylvie GAUCHER），她是一名右翼无党派人士，在2020年的市政选举中获得了100.00%的支持率（无其他候选人）。
| 吉耶朗-格朗日历届市长 | 吉耶朗-格朗日历届市长            | 吉耶朗-格朗日历届市长                        |
| 任期                  | 市长                             | 党派                                         |
| --------------------- | -------------------------------- | -------------------------------------------- |
| 1944年－1945年        | Jean PARADIS 让·帕拉迪           | 不详                                         |
| 1945年－1965年        | Marcel COULET 马塞尔·库莱        | SFIO工人国际法国支部                         |
| 1965年－1971年        | Henri CHAPELON 亨利·沙普龙       | SFIO工人国际法国支部 →PS社会党               |
| 1971年－2008年        | Henri-Jean ARNAUD 亨利-让·阿尔诺 | RPR保衛共和聯盟 →UMP人民运动联盟             |
| 2008年－2017年        | Mathieu DARNAUD 马蒂厄·达尔诺    | UMP人民运动联盟 →LR共和黨                    |
| 2017年－              | Sylvie GAUCHER 西尔薇·戈谢       | UDI民主人士和独立人士联盟 →DVD右翼无党派人士 |

### 各级选举
| 吉耶朗-格朗日历届投票选举结果 | 吉耶朗-格朗日历届投票选举结果 | 吉耶朗-格朗日历届投票选举结果 | 吉耶朗-格朗日历届投票选举结果 | 吉耶朗-格朗日历届投票选举结果 | 吉耶朗-格朗日历届投票选举结果 | 吉耶朗-格朗日历届投票选举结果 | 吉耶朗-格朗日历届投票选举结果 | 吉耶朗-格朗日历届投票选举结果 | 吉耶朗-格朗日历届投票选举结果 |
| 选举项目                      | 选举范围                      | 选区单位                      | 选区单位内的选举结果          | 选区单位内的选举结果          | 选区单位内的选举结果          | 选区单位内的选举结果          | 选区单位内的选举结果          | 选区单位内的选举结果          | 参考资料                      |
| 选举项目                      | 选举范围                      | 选区单位                      | 第一轮胜出者                  | 第一轮胜出者                  | 支持率                        | 第二轮胜出者                  | 第二轮胜出者                  | 支持率                        | 参考资料                      |
| ----------------------------- | ----------------------------- | ----------------------------- | ----------------------------- | ----------------------------- | ----------------------------- | ----------------------------- | ----------------------------- | ----------------------------- | ----------------------------- |
| 2017年法國總統選舉            | 法國                          | 市镇                          |                               | 埃马纽埃尔·马克龙             | 26.23%                        |                               | 埃马纽埃尔·马克龙             | 66.64%                        | [ 23 ]                        |
| 2017年法国立法选举            | 阿尔代什省第二选区            | 市镇                          |                               | 洛蕾特·古耶-波马雷            | 35.15%                        |                               | 洛蕾特·古耶-波马雷            | 52.43%                        | [ 23 ]                        |
| 2019年欧洲议会选举            | 法國                          | 市镇                          |                               | 娜塔莉·卢瓦索                 | 23.87%                        | （不适用）                    | （不适用）                    | （不适用）                    | [ 25 ]                        |
| 2021年法国省级选举            | 阿尔代什省                    | 县                            |                               | 奥利维耶·阿姆拉纳 西尔薇·戈谢 | 52.37%                        |                               | 奥利维耶·阿姆拉纳 西尔薇·戈谢 | 63.17%                        | [ 26 ]                        |
| 2021年法国省级选举            | 阿尔代什省                    | 市镇                          |                               | 奥利维耶·阿姆拉纳 西尔薇·戈谢 | 57.89%                        |                               | 奥利维耶·阿姆拉纳 西尔薇·戈谢 | 69.32%                        | [ 26 ]                        |
| 2021年法国大区选举            |                               | 市镇                          |                               | 洛朗·沃基耶                   | 46.67%                        |                               | 洛朗·沃基耶                   | 57.75%                        | [ 27 ]                        |
| 2022年法国总统选举            | 法國                          | 市镇                          |                               | 埃马纽埃尔·马克龙             | 30.12%                        |                               | 埃马纽埃尔·马克龙             | 58.9%                         | [ 23 ]                        |
| 2022年法国立法选举            | 阿尔代什省第二选区            | 市镇                          |                               | 奥利维耶·迪索                 | 29.65%                        |                               | 奥利维耶·迪索                 | 62.92%                        | [ 23 ]                        |

## 人口
2020年，吉耶朗-格朗日市镇人口数量为10,965，在法国排名第913位。其中男性4,843人，女性5,913人，75岁及以上人口占12.8%，外籍人口数量为280人，人口密度为1,674人/平方公里，当地居民被称为（男性）或（女性）。2020年，吉耶朗-格朗日境内出生102人，死亡人口152人。
| 吉耶朗-格朗日1901年－2019年人口变化情况 |
|                                         |
| 数据来源：Cassini、INSEE                |

## 经济
吉耶朗-格朗日是一个区域性的中心城市，也是瓦朗斯的一个实际卫星城。截止2022年8月，吉耶朗-格朗日市镇范围内共有各类用人单位（包含自雇）1,451家，平均历史为16年，其中98.95%为中小型企业（PME），2022年6月至8月间，当地的经济活力指数为1.24%。（医疗）、（安保设施工程）及（家具生产）是当地2021年营业额最高的三个企业，分别为44,026,338欧元、23,640,973欧元和13,076,615欧元。

## 财政与居民收入
2020年，吉耶朗-格朗日的财政收入总额为11,448,600欧元，财政支出总额为10,749,200欧元，当年的债务总额为18,528,800欧元。2021年，吉耶朗-格朗日市镇共获得787,046欧元的国家财政补助，比上一年减少了5.92%。
2019年，吉耶朗-格朗日的人均月收入总额为2,303欧元，其中高级职员为3,846欧元，低于法国平均水平（4,230欧元）；中级职员为2,325欧元，低于法国平均水平（2,411欧元）；普通职员为1,772欧元，高于法国平均水平（1,740欧元）。
2018年，吉耶朗-格朗日境内的青壮年（15至64岁）失业率为10.2%，当地58.7%的家庭拥有纳税资格，平均纳税3,333欧元，低于法国平均水平（3,910欧元）。

## 社会事务

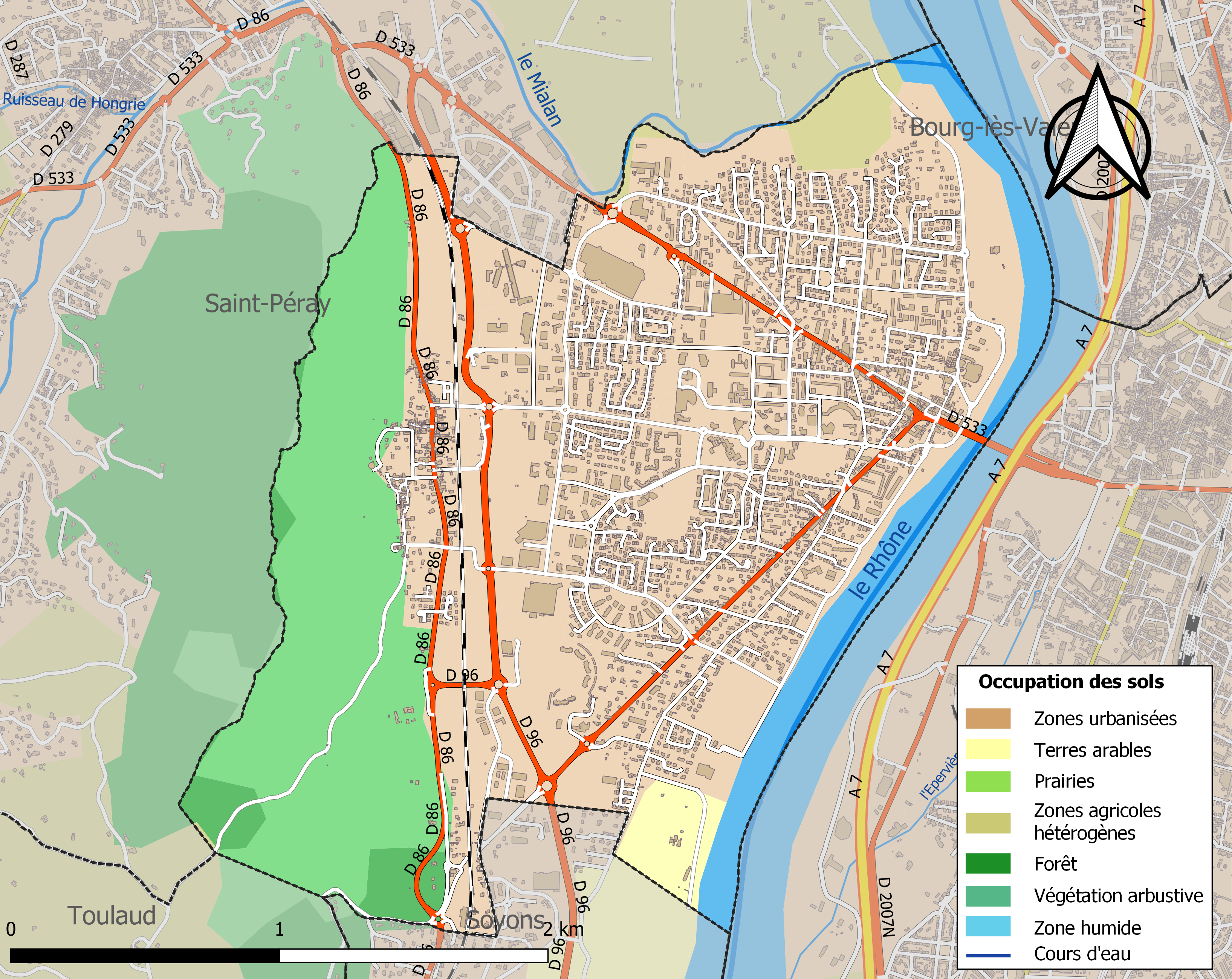
吉耶朗-格朗日土地利用情况地图

### 教育
吉耶朗-格朗日属于格勒诺布尔学区。截止2020年1月1日，吉耶朗-格朗日境内共有4所幼儿园、6所小学、1所初级中学和1所普通高中。2018至2019学年度，吉耶朗-格朗日境内共有在校中等教育阶段学生706名。

### 医疗
截止2020年1月1日，吉耶朗-格朗日境内共有全科医生20名、保健师17名、牙医13名、护士27名、耳科医生6名、眼科医生1名、皮肤科医生2名、助产士3名、儿科医生4名和妇科医生11名。境内共有药房4家、养老院2家、残疾人帮扶中心1家。
距离吉耶朗-格朗日最近的区域性医疗机构为瓦朗斯中心医院（Centre Hospitalier de Valence），其主病区位于瓦朗斯市区东南部，距离吉耶朗-格朗日市区的正常车程约10分钟，该院设有床位740个，是当地规模最大的公立综合性医院。
德龙-阿尔代什私立医院（Hôpital privé Drôme Ardèche）位于吉耶朗-格朗日市区北部。

### 住房
2018年，吉耶朗-格朗日境内共有各类住房5,936套，其中37.8%为独立式居民区，61.3%为集中式居民区。常住房屋占吉耶朗-格朗日市镇范围内居民建筑总量的93.4%。
在住房保障政策方面，2020年，吉耶朗-格朗日境内共有768户家庭获得了住房经济补助，受益人数占总人口数量的7.1%，其中706份为房租补助。

### 商业
2019年，吉耶朗-格朗日境内共有各类实体商铺226家，其中餐厅28家、大型超市4家、杂货店3家、面包房7家、肉铺2家、书店3家、银行门店7家、美容美发店19家、汽车维修店15家。市区西北部建有开放式商业街区，其核心为欧尚大型购物商场；市区南部则建有一家家乐福便民超市。

### 体育
2020年，吉耶朗-格朗日境内共有1家游泳池、2间体育馆、1座综合体育场、8处网球场、3处足球或橄榄球场以及2处篮球或排球场。
截至2022年8月，吉耶朗-格朗日境内共有两家注册足球俱乐部。罗讷-克吕索勒足球俱乐部（Rhône Crussol Foot 07，编号551992）是当地的代表性足球队，成立于2005年，其主队2022至2023赛季参加奥弗涅-罗讷-阿尔卑斯大区足球联赛丙组（法国第八级别），其主场为米斯特拉尔球场（Stade Mistral）。

### 环境
吉耶朗-格朗日的环境事务由其所属的罗讷-克吕索勒市镇公共社区联合各级政府协调负责。2019年，吉耶朗-格朗日境内暂无污染企业。

### 治安
2019年，吉耶朗-格朗日市镇范围内共有1处派出所。
吉耶朗-格朗日及其附近的共4个市镇是吉耶朗-格朗日警区（zone police de Guilherand Granges）的管辖范围。2020年，该警区累计记录各类案件783起，其中盗窃类案件482起，经济类案件99起，毒品交易类案件39起。

## 文化
2020年，吉耶朗-格朗日境内共有1家电影院。罗讷-克吕索勒市镇公共社区在吉耶朗-格朗日建有一处市际多媒体中心（Médiathèque intercommunale），每周二至六向公众开放（夏季部分时段关闭）。

### 建筑
吉耶朗-格朗日境内有多处历史建筑，其中圣厄拉莉教堂（Église Sainte-Eulalie de Guilherand-Granges）、圣泰雷丝教堂（Église Sainte-Thérèse de Guilherand-Granges）等是当地的地标性建筑物。

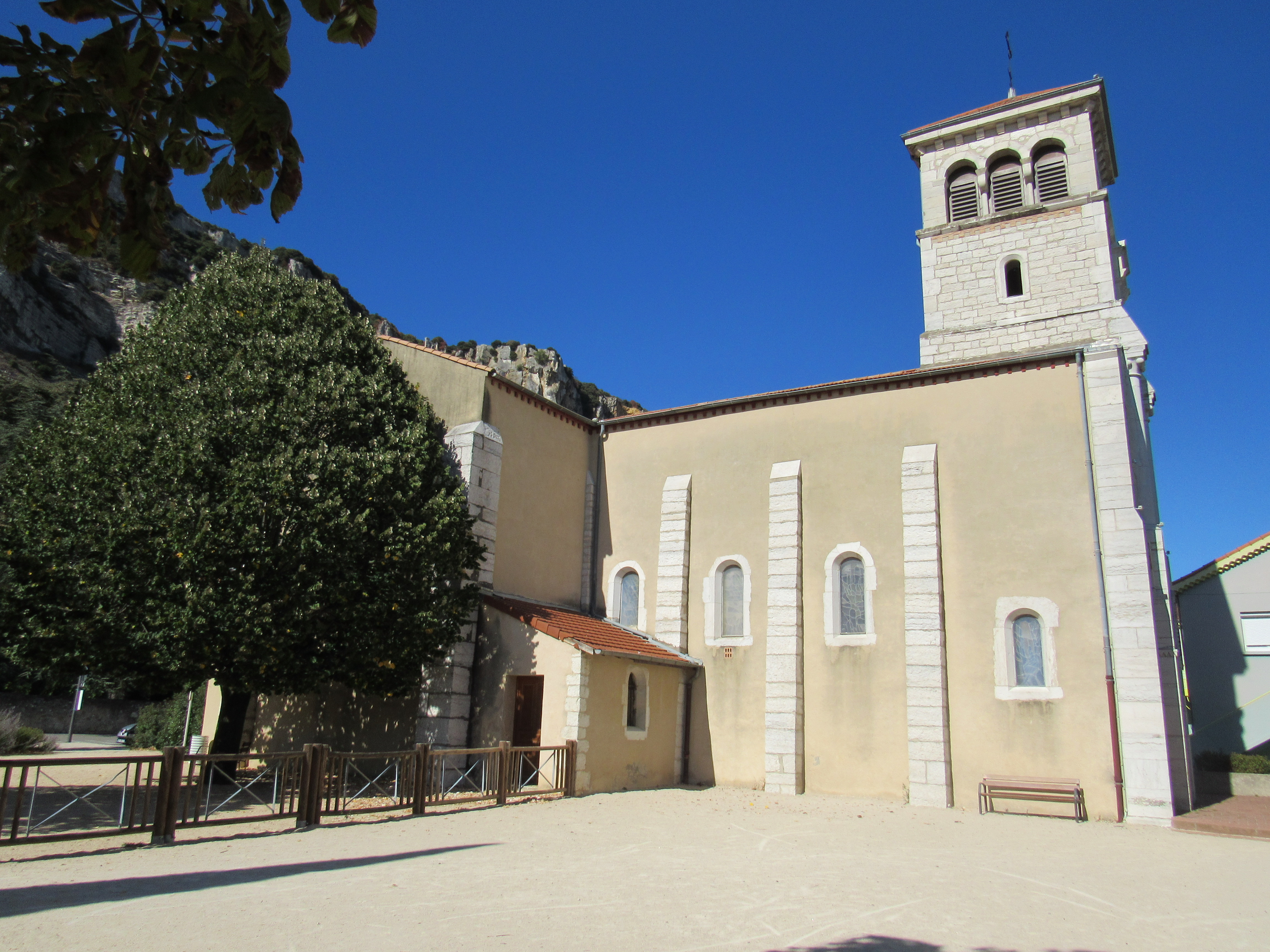
圣厄拉莉教堂
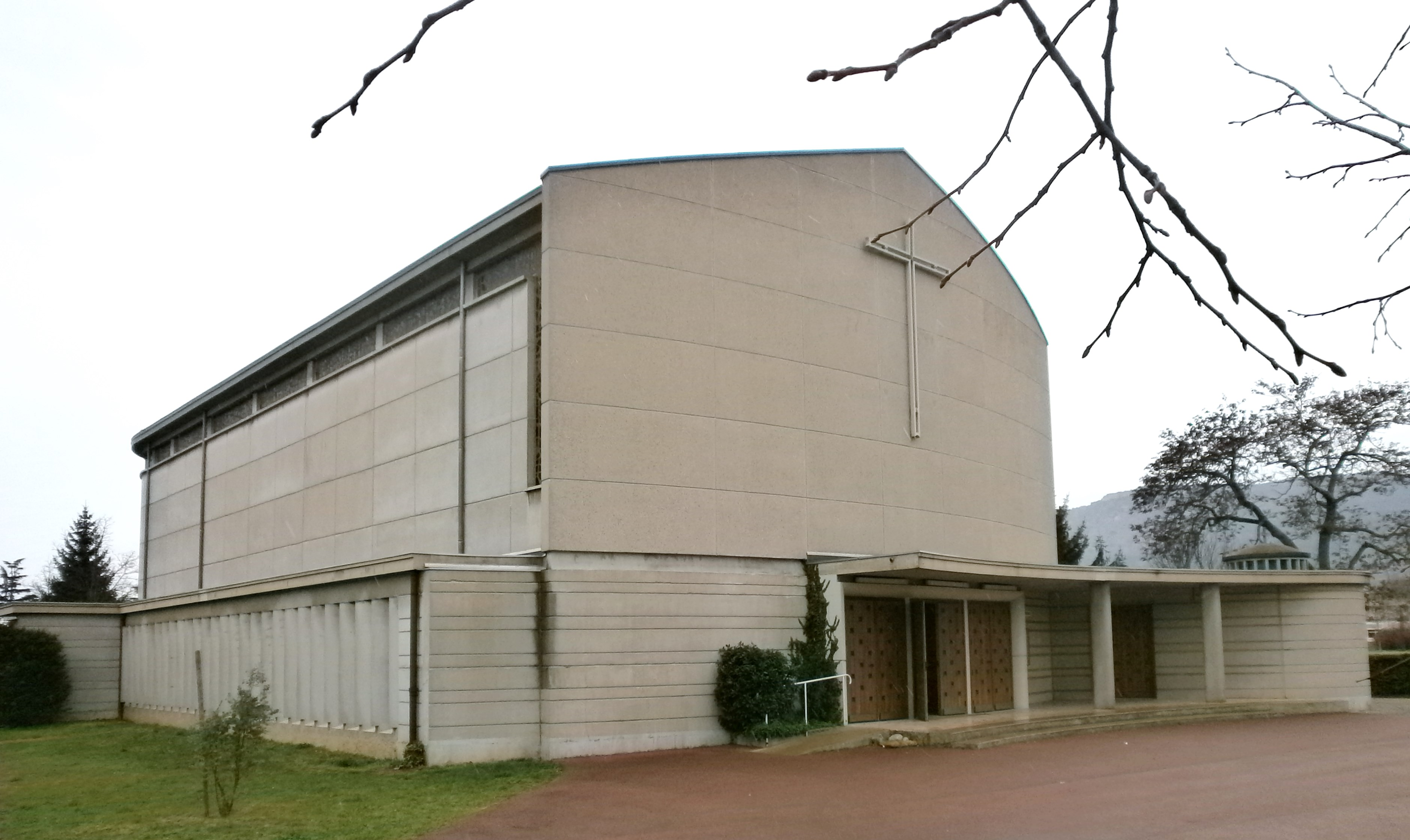
圣泰雷丝教堂
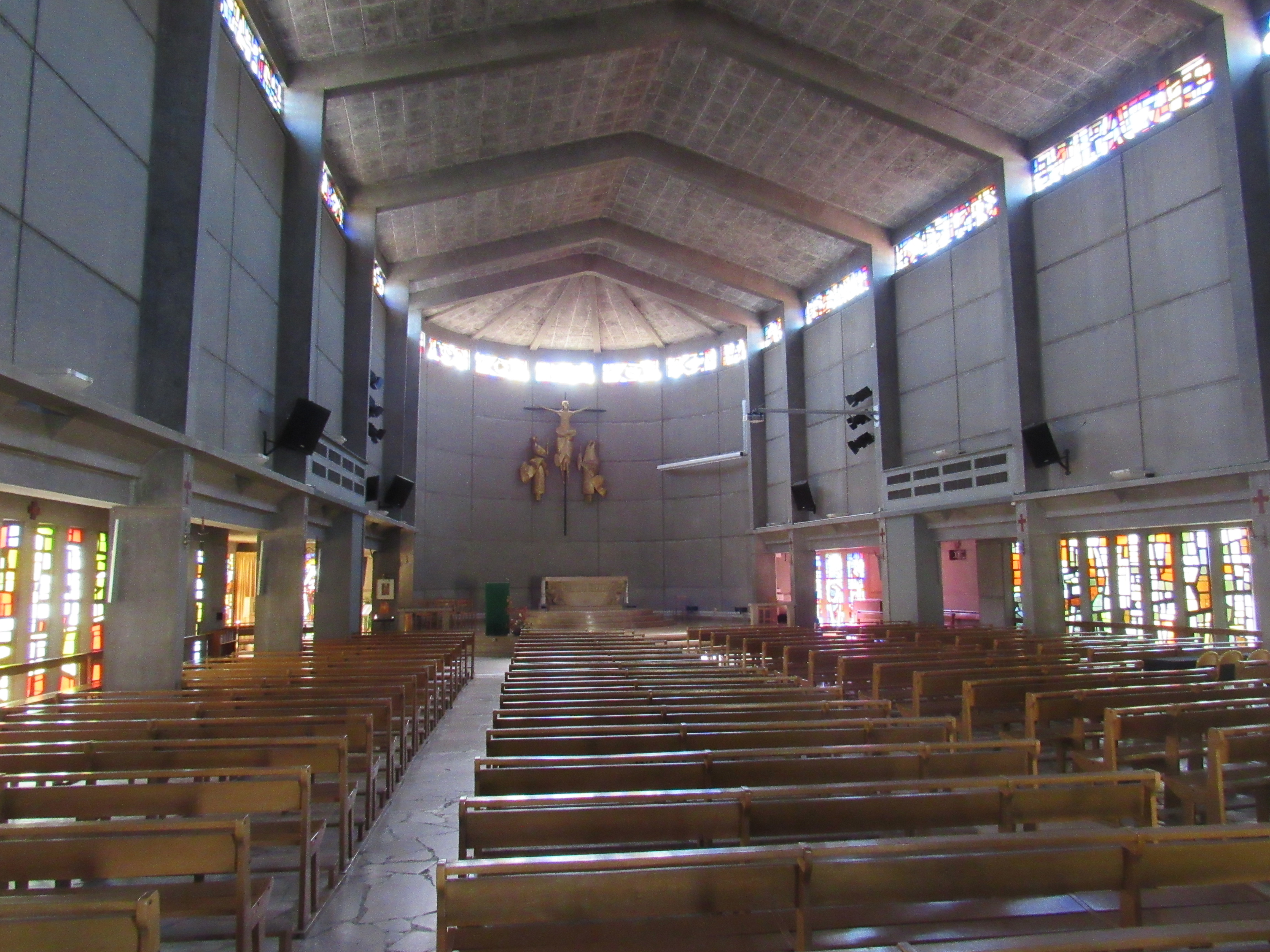
泰雷斯教堂大厅
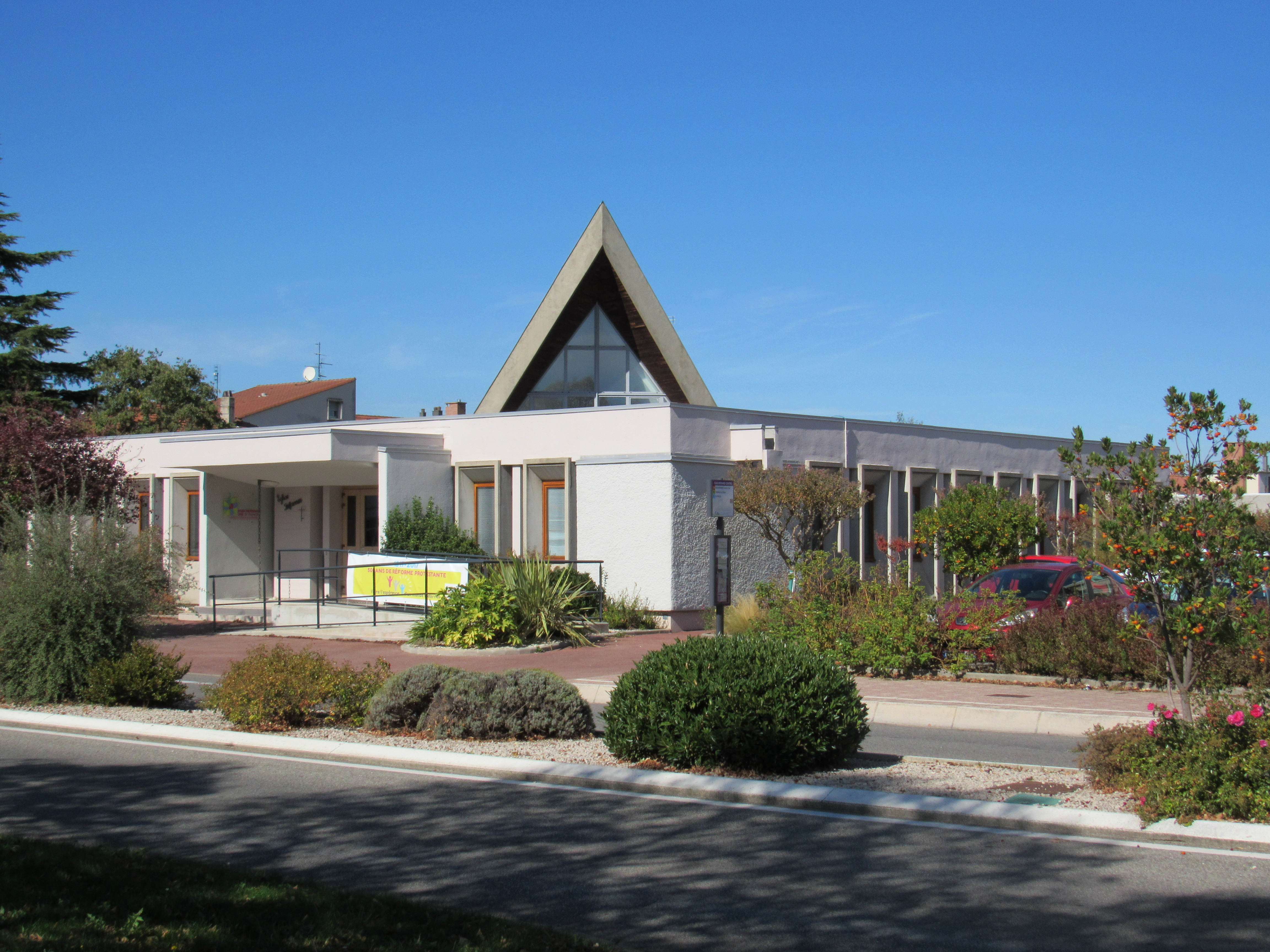
新教教堂
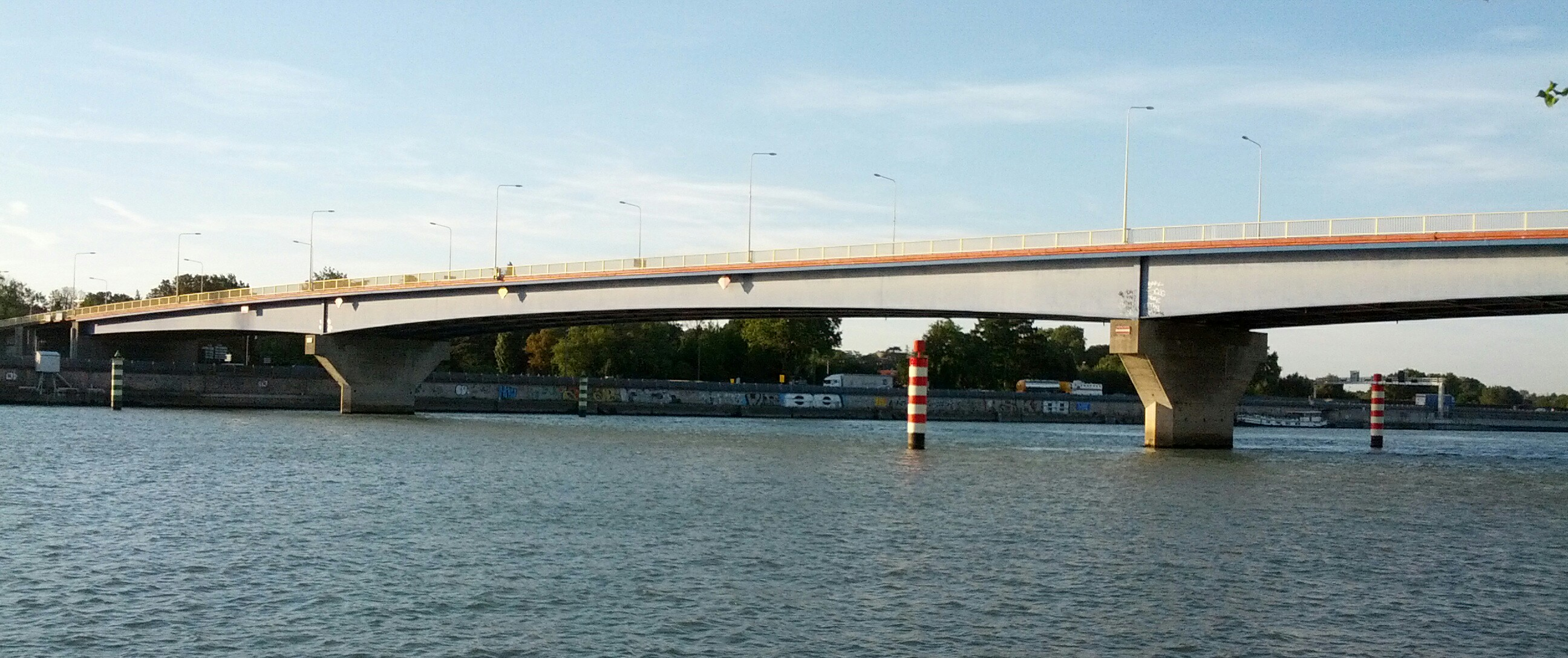
弗雷德里克·米斯特拉尔桥（法语：Pont Frédéric-Mistral）

### 旅游
吉耶朗-格朗日的旅游事务由其所属的罗讷-克吕索勒市镇公共社区负责。2021年，吉耶朗-格朗日境内共有1家酒店共计26间房间。

### 媒体
法国主要的媒体均可在吉耶朗-格朗日接收，法国电视三台下属的奥弗涅-罗讷-阿尔卑斯大区频道在部分时段播出吉耶朗-格朗日所属区域的地方新闻。《德龙周刊》、《阿尔代什周报》、蓝色法兰西德龙-阿尔代什广播等是当地主要的地方性媒体。

## 相关人物
法国皮划艇运动员伯努瓦·佩希尔、政治家朱利安·罗什迪出生于吉耶朗-格朗日。

## 友好城市
截至2022年8月，吉耶朗-格朗日共与两座城市互为友好城市关系：
- 德国 巴特索登-萨尔明斯特
- 義大利 卡萨尔马焦雷